# Palais de l'archiduc Guillaume
Le palais de l'archiduc Guillaume est un palais de Vienne construit sur le Ring entre 1864 et 1868 d'après les plans de l'architecte Theophil Hansen.

## Histoire
Le bâtiment de quatre étages est l'un des premiers à être construit sur le Ring. Il est une demande de l'archiduc Guillaume François d'Autriche, grand maître de l'ordre Teutonique. En 1870, il le vend à l'armée impériale.
De 1938 à 1945, il est le siège de la SS à Vienne puis jusqu'en 1975, de la direction de la police fédérale autrichienne à Vienne. Le bâtiment vacant est repris en 1981 par l'OPEP qui confie à l'architecte Georg Lippert son réaménagement jusqu'en 1983. Les salles de représentation sont remises dans leur état d'origine, toutes les combles sont agrandis et surélevés.

## Architecture

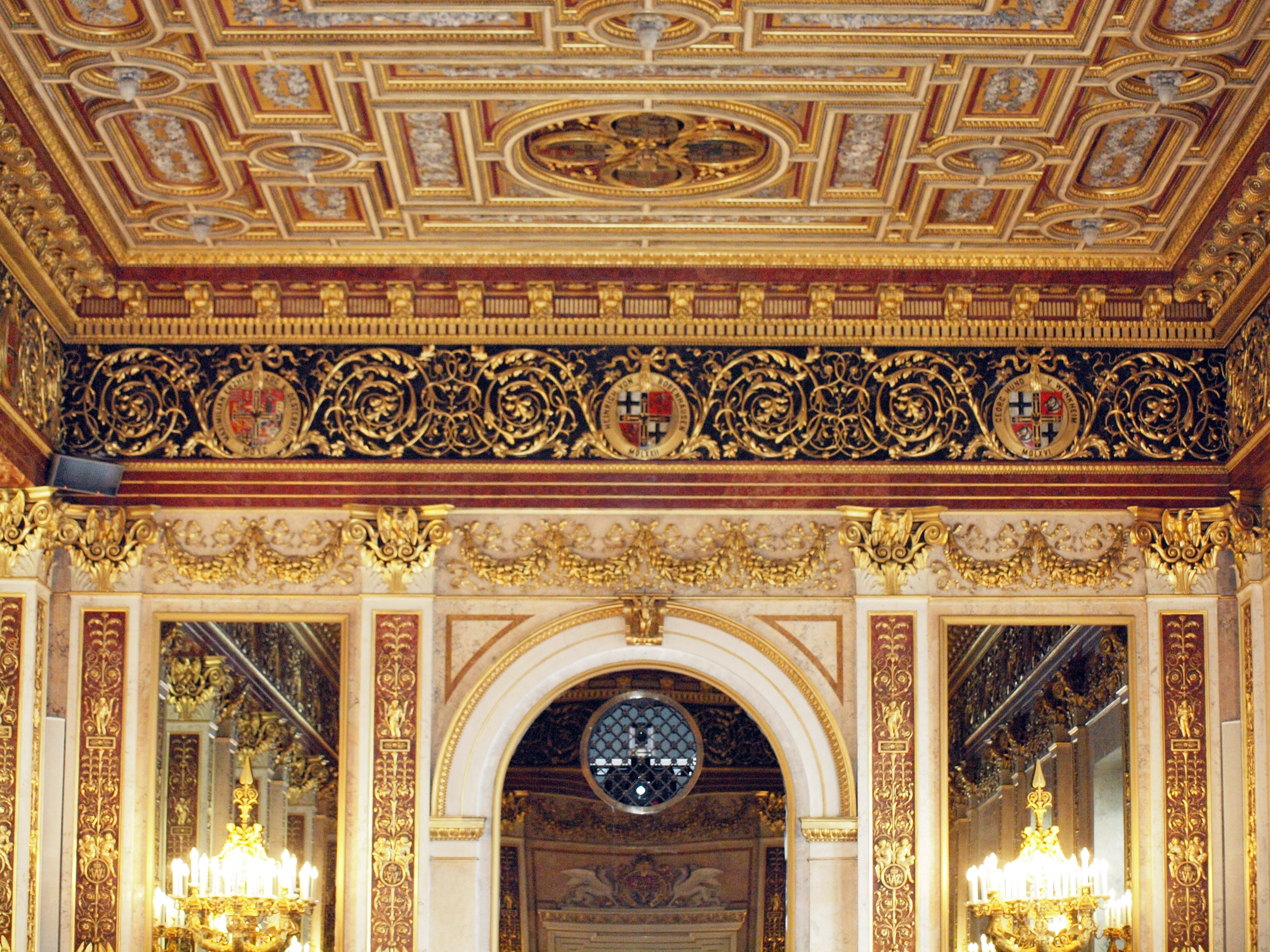
Décoration de l'étage noble

Le palais de l'archiduc Guillaume est l'une des mieux conservés du Ring. Le bâtiment comprend cinq étages en son centre et quatre dans les ailes. Entre le rez-de-chaussée et le premier étage, trois portails voûtés donnent accès au grand escalier et aux anciennes écuries. À l'étage noble, l'avant-corps est décoré d'une colonne ionienne avec une balustrade. Sur la façade latérale, on trouve des pilastres cannelés avec des chapiteaux ioniques entre les baies vitrées. Les fenêtres comprennent des frontons triangulaires sur des consoles. Au dernier étage, une frise continue reprend les armes du grand maître de l'ordre Teutonique et la balustrade comprend des statues de Josef Gasser.
À l'intérieur, un salon richement décoré a deux colonnes de marbre vert foncé comme des cloisons, des socles en marbre noir et des panneaux muraux roses ainsi qu'un plafond à caissons et une salle à manger avec un buffet attenant. Quatre piliers créent entre le buffet et la salle à manger une séparation avec sa base en marbre noir-rouge et des carrés blancs entre des pilastres corinthiens dorés ; la frise présente ici reprend aussi les armes du grand maître.

## Source, notes et références
- (de) Cet article est partiellement ou en totalité issu de l’article de Wikipédia en allemand intitulé « Palais Erzherzog Wilhelm » (voir la liste des auteurs).